# Macrotrachela oblita
Macrotrachela oblita är en hjuldjursart som beskrevs av Donner 1949. Macrotrachela oblita ingår i släktet Macrotrachela och familjen Philodinidae. Inga underarter finns listade i Catalogue of Life.